# 乌丽站
乌丽站位于中国青海省玉樹州治多縣索加乡，于2006年7月1日启用。該站为青藏铁路的无人駐守车站，由青藏铁路集团公司營運。
乌丽站是青藏铁路的无人站，有14列旅客列车经过此站，主要为拉萨到发的各类旅客列车。